# Särkijärvi (sjö i Finland, Lappland, lat 68,12, long 24,90)
Särkijärvi är en sjö i Finland. Den ligger i kommunen Kittilä i landskapet Lappland, i den norra delen av landet, 900 km norr om huvudstaden Helsingfors. Särkijärvi ligger 254,6 meter över havet. Arean är 4,12 kvadratkilometer och strandlinjen är 10,63 kilometer lång. Sjön  ingår i Kemi älvs huvudavrinningsområde.   Den sträcker sig 3,4 kilometer i nord-sydlig riktning, och 2,9 kilometer i öst-västlig riktning.
I övrigt finns följande vid Särkijärvi:
- Suksijärvi (en sjö)